# العلاقات الإماراتية البوليفية
العلاقات الإماراتية البوليفية هي العلاقات الثنائية التي تجمع بين الإمارات العربية المتحدة وبوليفيا.

## مقارنة بين البلدين
هذه مقارنة عامة ومرجعية للدولتين:
| وجه المقارنة                                              | الإمارات العربية المتحدة | بوليفيا                                          |
| --------------------------------------------------------- | ------------------------ | ------------------------------------------------ |
| المساحة (كم2)                                             | 83.60 ألف                | 1.10 مليون                                       |
| عدد السكان (نسمة)                                         | 9.40 مليون               | 11.05 مليون                                      |
| الكثافة السكانية (ن./كم²)                                 | 112.44                   | 10.05                                            |
| العاصمة                                                   | أبو ظبي                  | سوكري، لاباز                                     |
| اللغة الرسمية                                             | اللغة العربية            | اللغة الإسبانية، اللغة الأيمرية، كتشوا، غوارانية |
| العملة                                                    | درهم إماراتي             | بوليفاريو بوليفي                                 |
| الناتج المحلي الإجمالي (بليون دولار)                      | 382.58 مليار             | 37.51 مليار                                      |
| الناتج المحلي الإجمالي (تعادل القوة الشرائية) بليون دولار | 640.72 مليار             | 74.58 مليار                                      |
| الناتج المحلي الإجمالي الاسمي للفرد دولار أمريكي          | 40.44 ألف                | 3.08 ألف                                         |
| الناتج المحلي الإجمالي للفرد دولار أمريكي                 | 67.67 ألف                | 6.63 ألف                                         |
| مؤشر التنمية البشرية                                      | 0.835                    | 0.662                                            |
| رمز المكالمات الدولي                                      | +971                     | +591                                             |
| رمز الإنترنت                                              | .ae، .امارات             | .bo                                              |
| المنطقة الزمنية                                           | ت ع م+04:00              | 00                                               |

## منظمات دولية مشتركة
يشترك البلدان في عضوية مجموعة من المنظمات الدولية، منها:
| علم المنظمة | اسم المنظمة                        | تاريخ انضمام الإمارات العربية المتحدة | تاريخ انضمام بوليفيا |
| ----------- | ---------------------------------- | ------------------------------------- | -------------------- |
|             | الاتحاد البريدي العالمي            | ?                                     | ?                    |
|             | مؤسسة التنمية الدولية              | 23 ديسمبر 1981                        | 21 يونيو 1961        |
|             | منظمة حظر الأسلحة الكيميائية       | ?                                     | ?                    |
|             | منظمة التجارة العالمية             | ?                                     | 12 سبتمبر 1995       |
|             | الأمم المتحدة                      | 9 ديسمبر 1971                         | 14 نوفمبر 1945       |
|             | وكالة ضمان الاستثمار متعدد الأطراف | 20 أكتوبر 1993                        | 3 أكتوبر 1991        |
|             | منظمة الشرطة الجنائية الدولية      | ?                                     | ?                    |
|             | مؤسسة التمويل الدولية              | 30 سبتمبر 1977                        | 20 يوليو 1956        |
|             | الاتحاد الدولي للاتصالات           | 27 يونيو 1972                         | 1 يونيو 1907         |
|             | البنك الدولي للإنشاء والتعمير      | 22 سبتمبر 1972                        | 27 ديسمبر 1945       |
|             | يونسكو                             | 20 أبريل 1972                         | 13 نوفمبر 1946       |

## وصلات خارجية
- موقع وزارة الخارجية الإماراتية
- موقع وزارة الخارجية البوليفية